# Imke Büchel
Imke Büchel (* 1961 in Eutin) ist eine deutsche Schauspielerin.

## Leben
Imke Büchel studierte von 1982 bis 1984 Romanistik und Theaterwissenschaften in Erlangen und absolvierte dann eine Schauspielausbildung am Hamburger Schauspiel-Studio Frese von Hildburg Frese. Es folgten Engagements am Burgtheater Wien, Schauspiel Basel, Staatstheater Hannover und Volkstheater Wien. 
Sie arbeitet auch für Film- und Fernsehproduktionen, u. a. für den Kieler Tatort, SOKO Wismar, SOKO Stuttgart, Der Staatsanwalt, Systemsprenger und Luden.
Imke Büchel lebt in Dransau, Giekau (Schleswig-Holstein).
Ihr Bruder ist der Filmproduzent und -regisseur Lars Büchel.

## Filmografie (Auswahl)
- 1990: Die zukünftigen Glückseligkeiten (Fernsehfilm)
- 2000: Heimkehr der Jäger
- 2000: Jetzt oder nie – Zeit ist Geld
- 2004: Erbsen auf halb 6
- 2005: Der Dicke – Glaubt mir doch (Fernsehserie)
- 2005: Der Dicke – Enttäuschte Erwartungen (Fernsehserie)
- 2006: Paulas Geheimnis
- 2006: Abschnitt 40 – Schutzbehauptung (Fernsehserie)
- 2007: Früher oder später
- 2008: Der Rote Punkt
- 2009: Tatort – Tote Männer (Krimireihe)
- 2009: Rennschwein Rudi Rüssel – Rudi wird entführt (Fernsehserie)
- 2009: Ein Fall für zwei – Mörderischer Ehrgeiz (Krimiserie)
- 2010: Der letzte Bulle (Fernsehserie) – Folge: Die letzte Runde
- 2011: Rote Rosen
- 2014: A Most Wanted Man
- 2015: Heldt (Fernsehserie) – Folge: Auf Achse
- 2015: Simon sagt auf Wiedersehen zu seiner Vorhaut
- 2016: Notruf Hafenkante (Fernsehserie) – Folge: Auf beiden Augen blind
- 2016: Schubert in Love
- 2018: Beste Schwestern (Fernsehserie) – Folge: Die Dickhäuter
- 2020: Polizeiruf 110: Söhne Rostocks
- 2020: Kein einfacher Mord
- 2020: Die Toten am Meer
- 2021: SOKO Wismar – Die Ordnung der Dinge
- 2022: Trügerische Sicherheit
- 2022: SOKO Stuttgart – Stille Nacht
- 2023: Polizeiruf 110: Der Gott des Bankrotts
- 2025: In aller Freundschaft – Eigene Wünsche